# 羅內島

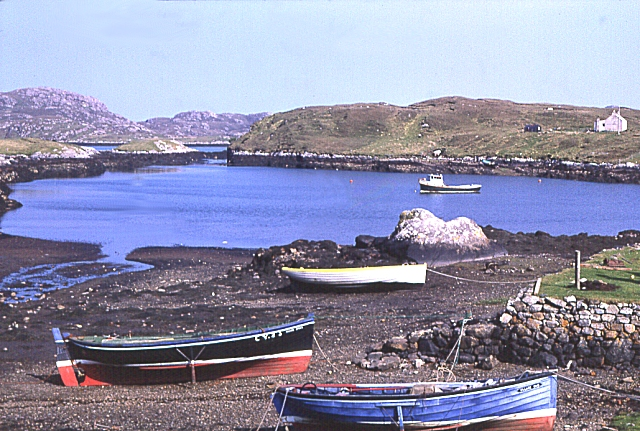

羅內島是蘇格蘭的島嶼，位於格里姆賽島以東的大西洋海域，屬於外赫布里底群島的一部分，面積5.63平方公里，最高點海拔高度115米，島上無人居住。
57°29′2″N 7°10′52″W / 57.48389°N 7.18111°W